# Таманов, Александр Григорьевич
Александр Григорьевич Таманов (19 октября 1911, Москва — 8 апреля 1983, там же) — советский спортсмен (конный спорт) и тренер, офицер. Мастер спорта СССР, Заслуженный тренер РСФСР.

## Биография
Родился в 1911 году в Москве.
Начал заниматься верховой ездой в 1923 году, в возрасте двенадцати лет, в школе ОСМ КС имени Н. И. Подвойского. Начал заниматься конным спортом в 1926 году, первый спортивный разряд получил уже в 1933 году.
Работать начал в 1930 году в Сибирско-Казахстанской экспедиции под руководством бывшего начальника школы верховой езды и директора Всесоюзного Госконебракеража Наркомзема СССР Л. А. Алтынова. В 1931—1933 гг. работал во Всесоюзном Госконебракеража НКЗ СССР.
В 1933 году призван в ряды Красной армии в 72-й кавалерийский полк. Там же окончил полковую школу младшего начального состава и демобилизовался в 1935 году. Окончил Кавалерийские курсы усовершенствования командного состава имени С. М. Буденного в 1936 году.
Работал тренером конно-спортивной школы при ДСО «Спартак» (Москва) в 1935—1937 гг. В 1937 году вступил в ДСО «Пищевик», где организовал новую конно-спортивную школу и проработал там тренером и старшим тренером вплоть до 1969 года, с перерывом на военные годы.
Во время Великой Отечественной войны служил в 1-м Особом кавалерийском полку. Впоследствии был назначен начальником особой конюшни НКО, затем адъютантом командующего 3-й воздушной Армии на Калининском фронте, позже — адъютантом 1-й воздушной Армии генерал-полковника авиации М. М. Громова. В конце войны служил начальником аэродромного военного склада 84-го района авиационного базирования. Вскоре демобилизовался и вернулся на прежнюю работу в КСШ ДСО «Пищевик» (с 1957 года — «Труд») на должность тренера школы.
Имел звание старшего лейтенанта.
Выступал на соревнованиях. Чемпион СССР (1948) по первенству спортивной лошади (троеборье) на кобыле Вена, серебряный призёр Всесоюзных соревнований (1938 — во 2-й барьерной скачке на 2000 метров; 1946 — в выездке; 1947 — по конкуру). В 1947 году был удостоен звания Мастера спорта СССР.
Чемпион Москвы в преодолении препятствий («Высший класс», 1949, 1951) на коне Миф, также был призером первенств Москвы по троеборью и преодолению препятствий.
Занимался подготовкой многоборных лошадей и вел занятия с учебными группами. Кроме тренерской работы в «Пищевике», по совместительству успешно готовил и другие команды из Казахстана, Армении, Грузии.
В течение длительного времени был членом Московской конно-спортивной секции, членом Московской и Всесоюзной коллегий судей, членом тренерского совета Всесоюзной конно-спортивной секции. Почётный член ДСО «Пищевик».
Заслуженный тренер РСФСР (1971). Судья республиканской категории (1947) и всесоюзной категории (1981).
С 1969 по 1974 год подготовил 6 мастеров спорта СССР и более 25 кандидатов в мастера спорта и перворазрядников. Среди его подопечных ― Леонид Витчак, Владимир Дёмин, Александр Сафонов, Ольга Таманова (дочь Александра Григорьевича), Виктор Цуцков, Владимир Васильев. Многие его ученики входили в сборную СССР.
Последний раз выступил на скачках за полтора месяца до кончины, на конкуре для ветеранов.
Умер 8 апреля 1983 года. Похоронен на Армянском кладбище в Москве.